# Liste des monuments historiques de la Nièvre
Cet article recense les monuments historiques de la Nièvre, en France.

## Statistiques
Au 21 juillet 2025, la Nièvre compte 347 édifices comportant au moins une protection au titre des monuments historiques, dont 108 sont classés et 258 sont inscrits. Le total des monuments classés et inscrits est supérieur au nombre total de monuments protégés car plusieurs d'entre eux sont à la fois classés et inscrits.
- Haut – A
- B
- C
- D
- E
- F
- G
- H
- I
- J
- K
- L
- M
- N
- O
- P
- Q
- R
- S
- T
- U
- V
- W
- X
- Y
- Z

## Liste
Compte tenu du nombre de protections dans la seule commune de Nevers, elle fait l'objet d'une liste distincte : voir la liste des monuments historiques de Nevers.
| Monument                                             | Commune                   | Adresse                                                                                          | Coordonnées                                    | Notice                                         | Protection                                     | Date                                           | Illustration                                         |
| ---------------------------------------------------- | ------------------------- | ------------------------------------------------------------------------------------------------ | ---------------------------------------------- | ---------------------------------------------- | ---------------------------------------------- | ---------------------------------------------- | ---------------------------------------------------- |
| Église Saint-Saturnin d'Alligny-Cosne                | Alligny-Cosne             |                                                                                                  | 47° 27′ 16″ nord, 3° 03′ 44″ est               | « PA00112788 »                                 | Classé                                         | 1923                                           | Église Saint-Saturnin d'Alligny-Cosne                |
| Maison forte d'Alligny-en-Morvan                     | Alligny-en-Morvan         |                                                                                                  | 47° 11′ 59″ nord, 4° 10′ 26″ est               | « PA58000011 »                                 | Inscrit                                        | 1998                                           | Maison forte d'Alligny-en-Morvan                     |
| Église Saint-Pierre-et-Saint-Paul d'Alluy            | Alluy                     |                                                                                                  | 47° 02′ 04″ nord, 3° 38′ 26″ est               | « PA00112789 »                                 | Inscrit                                        | 1985                                           | Église Saint-Pierre-et-Saint-Paul d'Alluy            |
| Église Saint-Franchy d'Amazy                         | Amazy                     |                                                                                                  | 47° 22′ 35″ nord, 3° 34′ 42″ est               | « PA00112790 »                                 | Classé                                         | 1921                                           | Église Saint-Franchy d'Amazy                         |
| Château de Villemolin                                | Anthien                   |                                                                                                  | 47° 17′ 14″ nord, 3° 43′ 11″ est               | « PA00112791 »                                 | Inscrit                                        | 1978 2002                                      | Château de Villemolin                                |
| Croix d'Anthien                                      | Anthien                   | Le Chemin En bordure du C.V. 2                                                                   | 47° 19′ 16″ nord, 3° 43′ 56″ est               | « PA00112792 »                                 | Classé                                         | 1984                                           | Croix d'Anthien                                      |
| Théâtre gallo-romain des Bardiaux                    | Arleuf                    | Champ de Bois Les Bardiaux                                                                       | 47° 03′ 26″ nord, 4° 00′ 31″ est               | « PA00112793 »                                 | Classé                                         | 1975                                           | Théâtre gallo-romain des Bardiaux                    |
| Chapelle de Saint-Lazare                             | Armes                     |                                                                                                  | 47° 27′ 18″ nord, 3° 32′ 10″ est               | « PA00112794 »                                 | Inscrit                                        | 1929                                           | Chapelle de Saint-Lazare                             |
| Château d'Arthel                                     | Arthel                    |                                                                                                  | 47° 14′ 35″ nord, 3° 24′ 26″ est               | « PA00112795 »                                 | Classé Inscrit                                 | 1984 1994                                      | Château d'Arthel                                     |
| Château de la Motte                                  | Arthel                    |                                                                                                  | 47° 14′ 37″ nord, 3° 24′ 10″ est               | « PA00112796 »                                 | Inscrit                                        | 1985                                           | Château de la Motte                                  |
| Château d'Aunay                                      | Aunay-en-Bazois           |                                                                                                  | 47° 07′ 03″ nord, 3° 41′ 58″ est               | « PA00112797 »                                 | Classé                                         | 1988                                           | Château d'Aunay                                      |
| Église Saint-Sulpice d'Authiou                       | Authiou                   |                                                                                                  | 47° 16′ 18″ nord, 3° 25′ 00″ est               | « PA00135227 »                                 | Inscrit                                        | 2021                                           | Église Saint-Sulpice d'Authiou                       |
| Église Sainte-Madeleine d'Avrée                      | Avrée                     |                                                                                                  | 46° 49′ 10″ nord, 3° 52′ 15″ est               | « PA00112798 »                                 | Inscrit                                        | 1931                                           | Église Sainte-Madeleine d'Avrée                      |
| Église Saint-Blaise de Balleray                      | Balleray                  |                                                                                                  | 47° 04′ 35″ nord, 3° 16′ 53″ est               | « PA00112799 »                                 | Classé                                         | 1931                                           | Église Saint-Blaise de Balleray                      |
| Château de Bazoches                                  | Bazoches                  |                                                                                                  | 47° 22′ 51″ nord, 3° 47′ 42″ est               | « PA00112800 »                                 | Classé                                         | 1994                                           | Château de Bazoches                                  |
| Église Saint-Hilaire de Bazoches                     | Bazoches                  |                                                                                                  | 47° 22′ 42″ nord, 3° 47′ 09″ est               | « PA00112801 »                                 | Inscrit                                        | 1984                                           | Église Saint-Hilaire de Bazoches                     |
| Église Saint-Symphorien de Bazolles                  | Bazolles                  |                                                                                                  | 47° 08′ 36″ nord, 3° 37′ 07″ est               | « PA00112802 »                                 | Inscrit                                        | 1942                                           | Église Saint-Symphorien de Bazolles                  |
| Église Saint-Laurent de Béard                        | Béard                     |                                                                                                  | 46° 51′ 42″ nord, 3° 19′ 35″ est               | « PA00112803 »                                 | Classé                                         | 1972                                           | Église Saint-Laurent de Béard                        |
| Château de Sauvages                                  | Beaumont-la-Ferrière      |                                                                                                  | 47° 10′ 44″ nord, 3° 13′ 31″ est               | « PA00112804 »                                 | Inscrit                                        | 1987                                           | Château de Sauvages                                  |
| Cimetière de Beaumont-la-Ferrière                    | Beaumont-la-Ferrière      | Le Bourg                                                                                         | 47° 11′ 25″ nord, 3° 13′ 40″ est               | « PA00112805 »                                 | Inscrit                                        | 1959                                           | Cimetière de Beaumont-la-Ferrière                    |
| Haut-fourneau de Bourgneuf                           | Beaumont-la-Ferrière      | Le Fourneau, Bourgneuf                                                                           | 47° 11′ 21″ nord, 3° 14′ 12″ est               | « PA00112806 »                                 | Inscrit                                        | 1971                                           | Haut-fourneau de Bourgneuf                           |
| Maison d'Achille Millien                             | Beaumont-la-Ferrière      | rue Achille Millien.                                                                             | 47° 11′ 23″ nord, 3° 13′ 32″ est               | « PA00112807 »                                 | Inscrit                                        | 1929                                           | Maison d'Achille Millien                             |
| Château de Dumphlun                                  | Billy-Chevannes           |                                                                                                  | 46° 59′ 59″ nord, 3° 27′ 24″ est               | « PA00112808 »                                 | Inscrit                                        | 2021                                           | Château de Dumphlun                                  |
| Église Saint-Antoine de Billy-Chevannes              | Billy-Chevannes           | Chevannes-Gazeau                                                                                 | 47° 00′ 50″ nord, 3° 27′ 13″ est               | « PA00112809 »                                 | Classé                                         | 1989                                           | Église Saint-Antoine de Billy-Chevannes              |
| Église Sainte-Foy de Bitry                           | Bitry                     |                                                                                                  | 47° 29′ 25″ nord, 3° 04′ 47″ est               | « PA00112810 »                                 | Inscrit                                        | 1926                                           | Église Sainte-Foy de Bitry                           |
| Château de Quincize                                  | Blismes                   |                                                                                                  | 47° 07′ 01″ nord, 3° 47′ 40″ est               | « PA00112811 »                                 | Inscrit Classé                                 | 1994 1995                                      | Château de Quincize                                  |
| Château de Lichy                                     | Bona                      |                                                                                                  | 47° 04′ 40″ nord, 3° 24′ 56″ est               | « PA00113056 »                                 | Inscrit                                        | 1990                                           | Château de Lichy                                     |
| Église Saint-Pèlerin de Bouhy                        | Bouhy                     |                                                                                                  | 47° 29′ 09″ nord, 3° 09′ 55″ est               | « PA00112812 »                                 | Inscrit                                        | 1926                                           | Église Saint-Pèlerin de Bouhy                        |
| Château de Brinon-sur-Beuvron                        | Brinon-sur-Beuvron        |                                                                                                  | 47° 17′ 08″ nord, 3° 29′ 27″ est               | « PA00112813 »                                 | Inscrit                                        | 1983                                           | Château de Brinon-sur-Beuvron                        |
| Manoir de Bulcy                                      | Bulcy                     | 8 allée de la grange à dîme                                                                      | 47° 14′ 37″ nord, 3° 01′ 38″ est               | « PA00112814 »                                 | Inscrit                                        | 1976                                           | Manoir de Bulcy                                      |
| Ancienne route royale au Jarrier                     | La Celle-sur-Loire        | Le Jarrier                                                                                       | 47° 29′ 42″ nord, 2° 55′ 18″ est               | « PA58000054 »                                 | Inscrit                                        | 2023                                           | Image manquante Téléverser                           |
| Église Saint-Pierre de Cercy-la-Tour                 | Cercy-la-Tour             |                                                                                                  | 46° 52′ 09″ nord, 3° 38′ 46″ est               | « PA00112815 »                                 | Inscrit                                        | 1987                                           | Église Saint-Pierre de Cercy-la-Tour                 |
| Abbaye Saint-Eptade de Cervon                        | Cervon                    |                                                                                                  | 47° 14′ 26″ nord, 3° 45′ 21″ est               | « PA00112817 »                                 | Classé                                         | 1908                                           | Abbaye Saint-Eptade de Cervon                        |
| Château de Lantilly                                  | Cervon                    |                                                                                                  | 47° 14′ 11″ nord, 3° 43′ 12″ est               | « PA00112816 »                                 | Inscrit                                        | 1985 2005                                      | Château de Lantilly                                  |
| Château de Marcilly                                  | Cervon                    |                                                                                                  | 47° 12′ 54″ nord, 3° 42′ 05″ est               | « PA58000001 »                                 | Inscrit                                        | 1996                                           | Château de Marcilly                                  |
| Chaumière de Certaines                               | Cervon                    | Les chaumes, Certaines.                                                                          | 47° 14′ 30″ nord, 3° 47′ 22″ est               | « PA00113054 »                                 | Inscrit                                        | 1989                                           | Image manquante Téléverser                           |
| Manoir de la Chaume                                  | Cervon                    |                                                                                                  | 47° 14′ 24″ nord, 3° 47′ 06″ est               | « PA58000038 »                                 | Inscrit                                        | 2010                                           | Image manquante Téléverser                           |
| Église Saint-Jacques de Cessy-les-Bois               | Cessy-les-Bois            |                                                                                                  | 47° 20′ 11″ nord, 3° 12′ 21″ est               | « PA00112818 »                                 | Inscrit                                        | 1971                                           | Église Saint-Jacques de Cessy-les-Bois               |
| Château de Challement                                | Challement                |                                                                                                  | 47° 18′ 51″ nord, 3° 35′ 18″ est               | « PA58000049 »                                 | Inscrit                                        | 2018                                           | Image manquante Téléverser                           |
| Église Saint-Hilaire de Challement                   | Challement                |                                                                                                  | 47° 18′ 51″ nord, 3° 35′ 16″ est               | « PA00112819 »                                 | Classé                                         | 1907                                           | Église Saint-Hilaire de Challement                   |
| Camp romain de Champallement                         | Champallement             | Champagne-Manoir                                                                                 | 47° 13′ 48″ nord, 3° 28′ 30″ est               | « PA00112821 »                                 | Classé                                         | 1976                                           | Camp romain de Champallement                         |
| Vestiges archéologiques de Champallement             | Champallement             | Les Mèges                                                                                        | 47° 13′ 01″ nord, 3° 28′ 58″ est               | « PA00112820 »                                 | Classé                                         | 1963                                           | Vestiges archéologiques de Champallement             |
| Vicus gallo-romain de Champallement                  | Champallement             | Bois de Compierre                                                                                | 47° 13′ 02″ nord, 3° 29′ 01″ est               | « PA00113052 »                                 | Inscrit                                        | 1989                                           | Vicus gallo-romain de Champallement                  |
| Maison forte de Riegot                               | Champvert                 |                                                                                                  | 46° 51′ 41″ nord, 3° 30′ 11″ est               | « PA00135228 »                                 | Inscrit                                        | 1995                                           | Image manquante Téléverser                           |
| Église Saint-Pierre de Champvoux                     | Champvoux                 |                                                                                                  | 47° 08′ 07″ nord, 3° 04′ 35″ est               | « PA00112822 »                                 | Classé                                         | 1897                                           | Église Saint-Pierre de Champvoux                     |
| Château de Corbelin                                  | La Chapelle-Saint-André   |                                                                                                  | 47° 22′ 51″ nord, 3° 19′ 55″ est               | « PA00112823 »                                 | Inscrit                                        | 1940                                           | Château de Corbelin                                  |
| Église Notre-Dame-de-Septembre de Corbelin           | La Chapelle-Saint-André   |                                                                                                  | 47° 22′ 55″ nord, 3° 19′ 46″ est               | « PA00113065 »                                 | Inscrit                                        | 1992                                           | Église Notre-Dame-de-Septembre de Corbelin           |
| Abbatiale Notre-Dame de La Charité-sur-Loire         | La Charité-sur-Loire      | Place Sainte-Croix                                                                               | 47° 10′ 39″ nord, 3° 01′ 03″ est               | « PA00112826 »                                 | Classé Inscrit                                 | 1840 1927                                      | Abbatiale Notre-Dame de La Charité-sur-Loire         |
| Château prioral de La Charité-sur-Loire              | La Charité-sur-Loire      |                                                                                                  | 47° 10′ 40″ nord, 3° 00′ 59″ est               | « PA00112824 »                                 | Inscrit Classé                                 | 1971 2007                                      | Château prioral de La Charité-sur-Loire              |
| Église Saint-Laurent de La Charité-sur-Loire         | La Charité-sur-Loire      | La Ville                                                                                         | 47° 10′ 41″ nord, 3° 01′ 06″ est               | « PA00112825 »                                 | Classé                                         | 2007                                           | Église Saint-Laurent de La Charité-sur-Loire         |
| Église Saint-Pierre de La Charité-sur-Loire          | La Charité-sur-Loire      | 18 rue Jules-Legrand                                                                             | 47° 10′ 39″ nord, 3° 01′ 02″ est               | « PA00112828 »                                 | Inscrit                                        | 1971                                           | Église Saint-Pierre de La Charité-sur-Loire          |
| Grand pont sur la Loire                              | La Charité-sur-Loire      |                                                                                                  | 47° 10′ 37″ nord, 3° 00′ 51″ est               | « PA58000026 »                                 | Inscrit                                        | 2003                                           | Grand pont sur la Loire                              |
| Grenier à sel de La Charité-sur-Loire                | La Charité-sur-Loire      | Rue du Grenier-à-Sel                                                                             | 47° 10′ 38″ nord, 3° 00′ 57″ est               | « PA00112829 »                                 | Inscrit                                        | 1980                                           | Grenier à sel de La Charité-sur-Loire                |
| Hôpital de La Charité-sur-Loire                      | La Charité-sur-Loire      | 31 rue des Chapelains                                                                            | 47° 10′ 43″ nord, 3° 00′ 57″ est               | « PA00112830 »                                 | Inscrit                                        | 1929                                           | Hôpital de La Charité-sur-Loire                      |
| Immeuble                                             | La Charité-sur-Loire      | 17 quai Clemenceau                                                                               | 47° 10′ 36″ nord, 3° 00′ 57″ est               | « PA00112834 »                                 | Inscrit                                        | 1971                                           | Immeuble                                             |
| Immeuble                                             | La Charité-sur-Loire      | 8 cour du Château                                                                                | 47° 10′ 41″ nord, 3° 01′ 00″ est               | « PA00112833 »                                 | Inscrit                                        | 1971                                           | Immeuble                                             |
| Logis du Prieur                                      | La Charité-sur-Loire      | 4 cour du Château                                                                                | 47° 10′ 41″ nord, 3° 01′ 00″ est               | « PA00112831 »                                 | Inscrit                                        | 1971                                           | Logis du Prieur                                      |
| Logis du Prieur                                      | La Charité-sur-Loire      | 6 cour du Château                                                                                | 47° 10′ 41″ nord, 3° 01′ 00″ est               | « PA00112832 »                                 | Inscrit                                        | 1971                                           | Logis du Prieur                                      |
| Maison                                               | La Charité-sur-Loire      | 2 quai Maréchal-Foch                                                                             | 47° 10′ 39″ nord, 3° 00′ 55″ est               | « PA00112839 »                                 | Inscrit                                        | 1971                                           | Maison                                               |
| Maison                                               | La Charité-sur-Loire      | 5 place du Huit-Septembre                                                                        | 47° 10′ 38″ nord, 3° 00′ 55″ est               | « PA00112836 »                                 | Inscrit                                        | 1972                                           | Image manquante Téléverser                           |
| Maison                                               | La Charité-sur-Loire      | 9 place des Pêcheurs                                                                             | 47° 10′ 40″ nord, 3° 00′ 58″ est               | « PA00112835 »                                 | Inscrit                                        | 1927                                           | Maison                                               |
| Maison du Sabotier                                   | La Charité-sur-Loire      | 2 rue des Hôtelleries 22 rue du Petit-Rivage                                                     | 47° 10′ 38″ nord, 3° 01′ 00″ est               | « PA00112838 »                                 | Inscrit                                        | 1956                                           | Maison du Sabotier                                   |
| Passage du prieur de la Magdelaine                   | La Charité-sur-Loire      | Grande-rue 23                                                                                    | 47° 10′ 38″ nord, 3° 01′ 03″ est               | « PA00112837 »                                 | Inscrit                                        | 1971                                           | Passage du prieur de la Magdelaine                   |
| Pressoir de La Charité-sur-Loire                     | La Charité-sur-Loire      | 16 rue des Chapelains                                                                            | 47° 10′ 42″ nord, 3° 00′ 58″ est               | « PA00112840 »                                 | Inscrit                                        | 1929                                           | Pressoir de La Charité-sur-Loire                     |
| Remparts de La Charité-sur-Loire                     | La Charité-sur-Loire      |                                                                                                  | 47° 10′ 46″ nord, 3° 01′ 00″ est               | « PA00112841 »                                 | Classé                                         | 1937                                           | Remparts de La Charité-sur-Loire                     |
| Porte Notre-Dame                                     | Château-Chinon            | Place Notre-Dame Rue Notre-Dame                                                                  | 47° 03′ 48″ nord, 3° 56′ 02″ est               | « PA00112842 »                                 | Inscrit                                        | 1930                                           | Porte Notre-Dame                                     |
| Chartreuse de Bellary                                | Châteauneuf-Val-de-Bargis |                                                                                                  | 47° 17′ 36″ nord, 3° 08′ 43″ est               | « PA00112843 »                                 | Inscrit                                        | 1971                                           | Chartreuse de Bellary                                |
| Château de Châtillon-en-Bazois                       | Châtillon-en-Bazois       |                                                                                                  | 47° 03′ 00″ nord, 3° 39′ 06″ est               | « PA00113053 »                                 | Inscrit                                        | 1989                                           | Château de Châtillon-en-Bazois                       |
| Château de Chevenon                                  | Chevenon                  | Rue du Château                                                                                   | 46° 55′ 09″ nord, 3° 13′ 58″ est               | « PA00112844 »                                 | Classé                                         | 1946                                           | Château de Chevenon                                  |
| Église Saint-Étienne de Jaugenay                     | Chevenon                  | Jaugenay                                                                                         | 46° 53′ 43″ nord, 3° 14′ 33″ est               | « PA00112845 »                                 | Classé                                         | 1976                                           | Église Saint-Étienne de Jaugenay                     |
| Château de Chitry-les-Mines                          | Chitry-les-Mines          |                                                                                                  | 47° 15′ 32″ nord, 3° 39′ 03″ est               | « PA00112846 »                                 | Inscrit Classé Inscrit                         | 1942 1987                                      | Château de Chitry-les-Mines                          |
| Église Saint-Martin de Ciez                          | Ciez                      |                                                                                                  | 47° 26′ 27″ nord, 3° 09′ 46″ est               | « PA00112847 »                                 | Inscrit                                        | 1926                                           | Église Saint-Martin de Ciez                          |
| Église Saint-Aignan de Colméry                       | Colméry                   |                                                                                                  | 47° 20′ 49″ nord, 3° 15′ 03″ est               | « PA00112860 »                                 | Inscrit                                        | 1971                                           | Église Saint-Aignan de Colméry                       |
| Abbaye Saint-Léonard de Corbigny                     | Corbigny                  |                                                                                                  | 47° 15′ 31″ nord, 3° 40′ 59″ est               | « PA00112861 »                                 | Classé                                         | 2001                                           | Abbaye Saint-Léonard de Corbigny                     |
| Église Saint-Seine de Corbigny                       | Corbigny                  |                                                                                                  | 47° 15′ 26″ nord, 3° 41′ 06″ est               | « PA00112862 »                                 | Inscrit                                        | 1926                                           | Église Saint-Seine de Corbigny                       |
| Remparts de Corbigny                                 | Corbigny                  |                                                                                                  | 47° 15′ 30″ nord, 3° 41′ 02″ est               | « PA00112863 »                                 | Inscrit                                        | 1946                                           | Remparts de Corbigny                                 |
| Cinéma Éden                                          | Cosne-Cours-sur-Loire     | 2 rue Saint-Aignan                                                                               | 47° 24′ 36″ nord, 2° 55′ 26″ est               | « PA58000013 »                                 | Inscrit                                        | 1999                                           | Cinéma Éden                                          |
| Couvent des Augustins de Cosne-Cours-sur-Loire       | Cosne-Cours-sur-Loire     | Cosne Rue Alphonse-Baudin                                                                        | 47° 24′ 37″ nord, 2° 55′ 25″ est               | « PA00112865 »                                 | Inscrit                                        | 1977                                           | Couvent des Augustins de Cosne-Cours-sur-Loire       |
| Église Saint-Aignan de Cosne-Cours-sur-Loire         | Cosne-Cours-sur-Loire     | Cosne                                                                                            | 47° 24′ 32″ nord, 2° 55′ 24″ est               | « PA00112866 »                                 | Classé                                         | 1862                                           | Église Saint-Aignan de Cosne-Cours-sur-Loire         |
| Église Saint-Jacques de Cosne-Cours-sur-Loire        | Cosne-Cours-sur-Loire     | Cosne                                                                                            | 47° 24′ 39″ nord, 2° 55′ 31″ est               | « PA00112867 »                                 | Classé                                         | 1930                                           | Église Saint-Jacques de Cosne-Cours-sur-Loire        |
| Fortifications de Cosne-Cours-sur-Loire              | Cosne-Cours-sur-Loire     | Cosne Rue Pasteur                                                                                | 47° 24′ 44″ nord, 2° 55′ 28″ est               | « PA00112868 »                                 | Inscrit                                        | 1971                                           | Image manquante Téléverser                           |
| Maison                                               | Cosne-Cours-sur-Loire     | Cosne Rue des Chapelains Rue Duguet                                                              | 47° 24′ 40″ nord, 2° 55′ 28″ est               | « PA00112869 »                                 | Inscrit                                        | 1927                                           | Maison                                               |
| Palais épiscopal de Cosne-Cours-sur-Loire            | Cosne-Cours-sur-Loire     | Rue de l'Echelle                                                                                 | 47° 24′ 42″ nord, 2° 55′ 30″ est               | « PA00113057 »                                 | Inscrit                                        | 1990                                           | Palais épiscopal de Cosne-Cours-sur-Loire            |
| Vieux château et ancienne prison                     | Cosne-Cours-sur-Loire     | 10 rue Alphonse Baudin                                                                           | 47° 24′ 38″ nord, 2° 55′ 26″ est               | « PA58000052 »                                 | Inscrit                                        | 2021                                           | Image manquante Téléverser                           |
| Ermitage des Jésuites                                | Coulanges-lès-Nevers      |                                                                                                  | 47° 00′ 34″ nord, 3° 11′ 22″ est               | « PA00113062 »                                 | Inscrit                                        | 1991                                           | Image manquante Téléverser                           |
| Forges de Forgeneuve                                 | Coulanges-lès-Nevers      | Forgeneuve                                                                                       | 47° 00′ 34″ nord, 3° 11′ 51″ est               | « PA00113058 »                                 | Inscrit                                        | 1990 2008                                      | Image manquante Téléverser                           |
| Église Saint-Martin de Cuncy-lès-Varzy               | Cuncy-lès-Varzy           |                                                                                                  | 47° 22′ 19″ nord, 3° 27′ 14″ est               | « PA00112870 »                                 | Inscrit                                        | 1971                                           | Église Saint-Martin de Cuncy-lès-Varzy               |
| Église Saint-Pierre de Dampierre-sous-Bouhy          | Dampierre-sous-Bouhy      |                                                                                                  | 47° 29′ 56″ nord, 3° 08′ 08″ est               | « PA00112871 »                                 | Classé                                         | 1907                                           | Église Saint-Pierre de Dampierre-sous-Bouhy          |
| Chapelle Saint-Thibault de Decize                    | Decize                    | R.N. 79 R.D. 136                                                                                 | 46° 50′ 08″ nord, 3° 28′ 01″ est               | « PA00112872 »                                 | Inscrit                                        | 1968                                           | Chapelle Saint-Thibault de Decize                    |
| Château de Decize                                    | Decize                    | 16-18 Rue Paul Bert                                                                              | 46° 49′ 38″ nord, 3° 27′ 42″ est               | « PA00112873 »                                 | Inscrit                                        | 1932                                           | Château de Decize                                    |
| Couvent des Minimes de Decize                        | Decize                    | 4 rue Marguerite-Monot                                                                           | 46° 49′ 43″ nord, 3° 27′ 47″ est               | « PA00112874 »                                 | Inscrit Classé                                 | 1979                                           | Couvent des Minimes de Decize                        |
| Église Saint-Aré de Decize                           | Decize                    | 46.827917                                                                                        | 46° 49′ 40″ nord, 3° 27′ 40″ est               | « PA00112875 »                                 | Classé Inscrit                                 | 1875 1991                                      | Église Saint-Aré de Decize                           |
| Remparts de Decize                                   | Decize                    |                                                                                                  | 46° 49′ 40″ nord, 3° 27′ 35″ est               | « PA00112876 »                                 | Inscrit                                        | 1946                                           | Remparts de Decize                                   |
| Château de Romenay                                   | Diennes-Aubigny           |                                                                                                  | 46° 55′ 08″ nord, 3° 33′ 09″ est               | « PA00112877 »                                 | Inscrit                                        | 1969 1988 2007                                 | Image manquante Téléverser                           |
| Église Saint-Pierre-Saint-Paul de Diennes-Aubigny    | Diennes-Aubigny           |                                                                                                  | 46° 55′ 12″ nord, 3° 34′ 59″ est               | « PA00112878 »                                 | Inscrit                                        | 1964                                           | Image manquante Téléverser                           |
| Église Saint-Pierre de Dompierre-sur-Héry            | Dompierre-sur-Héry        |                                                                                                  | 47° 15′ 50″ nord, 3° 33′ 54″ est               | « PA00112879 »                                 | Inscrit                                        | 1926                                           | Image manquante Téléverser                           |
| Église Notre-Dame-du-Pré de Donzy                    | Donzy                     |                                                                                                  | 47° 21′ 58″ nord, 3° 06′ 40″ est               | « PA00112880 »                                 | Classé                                         | 1840                                           | Église Notre-Dame-du-Pré de Donzy                    |
| Église Saint-Caradeuc de Donzy                       | Donzy                     |                                                                                                  | 47° 22′ 11″ nord, 3° 07′ 36″ est               | « PA58000009 »                                 | Inscrit                                        | 1998                                           | Église Saint-Caradeuc de Donzy                       |
| Église Saint-Martin-du-Pré de Donzy                  | Donzy                     |                                                                                                  | 47° 21′ 52″ nord, 3° 06′ 37″ est               | « PA00112881 »                                 | Classé                                         | 1984                                           | Église Saint-Martin-du-Pré de Donzy                  |
| Maison à pans de bois                                | Donzy                     | 11, avec retour rue de l'Etape place du Vieux-marché                                             | 47° 22′ 12″ nord, 3° 07′ 35″ est               | « PA00112882 »                                 | Inscrit                                        | 1971                                           | Maison à pans de bois                                |
| Moulin de Maupertuis                                 | Donzy                     |                                                                                                  | 47° 22′ 13″ nord, 3° 07′ 23″ est               | « PA00113063 »                                 | Inscrit                                        | 1991                                           | Moulin de Maupertuis                                 |
| Abbaye de l'Épeau                                    | Donzy                     |                                                                                                  | 47° 22′ 29″ nord, 3° 09′ 10″ est               | « PA00112883 »                                 | Inscrit                                        | 1927                                           | Abbaye de l'Épeau                                    |
| Église Saint-Martin de Dornecy                       | Dornecy                   |                                                                                                  | 47° 26′ 11″ nord, 3° 35′ 13″ est               | « PA00112884 »                                 | Inscrit                                        | 1971                                           | Église Saint-Martin de Dornecy                       |
| Château de Dornes                                    | Dornes                    |                                                                                                  | 46° 43′ 13″ nord, 3° 20′ 45″ est               | « PA00112885 »                                 | Inscrit                                        | 1996                                           | Château de Dornes                                    |
| Église Saint-Julien de Dornes                        | Dornes                    |                                                                                                  | 46° 42′ 59″ nord, 3° 21′ 11″ est               | « PA00112886 »                                 | Inscrit                                        | 1926                                           | Église Saint-Julien de Dornes                        |
| Château de Druy-Parigny                              | Druy-Parigny              |                                                                                                  | 46° 52′ 20″ nord, 3° 21′ 59″ est               | « PA58000027 »                                 | Inscrit                                        | 2004                                           | Image manquante Téléverser                           |
| Croix de Dun-sur-Grandry                             | Dun-sur-Grandry           |                                                                                                  | 47° 04′ 58″ nord, 3° 47′ 32″ est               | « PA00112889 »                                 | Inscrit                                        | 1938                                           | Croix de Dun-sur-Grandry                             |
| Baraque de logement d’urgence                        | Dun-les-Places            |                                                                                                  | 47° 17′ 06″ nord, 4° 01′ 01″ est               | « PA58000051 »                                 | Inscrit                                        | 2021                                           | Image manquante Téléverser                           |
| Calvaire de Dun-les-Places                           | Dun-les-Places            |                                                                                                  | 47° 17′ 05″ nord, 4° 00′ 57″ est               | « PA00112887 »                                 | Inscrit                                        | 1931                                           | Calvaire de Dun-les-Places                           |
| Église Sainte-Amélie de Dun-les-Places               | Dun-les-Places            |                                                                                                  | 47° 17′ 05″ nord, 4° 00′ 59″ est               | « PA00112888 »                                 | Inscrit Classé                                 | 1988 1991                                      | Église Sainte-Amélie de Dun-les-Places               |
| Église Saint-Sulpice d'Entrains-sur-Nohain           | Entrains-sur-Nohain       |                                                                                                  | 47° 27′ 49″ nord, 3° 15′ 24″ est               | « PA58000004 »                                 | Inscrit                                        | 1997                                           | Église Saint-Sulpice d'Entrains-sur-Nohain           |
| Tour Vauban                                          | Epiry                     |                                                                                                  | 47° 10′ 49″ nord, 3° 43′ 38″ est               | « PA58000035 »                                 | Inscrit                                        | 2010                                           | Tour Vauban                                          |
| Château de Cigogne                                   | La Fermeté                |                                                                                                  | 46° 58′ 50″ nord, 3° 20′ 57″ est               | « PA00112890 »                                 | Inscrit                                        | 1932                                           | Image manquante Téléverser                           |
| Château de Prye                                      | La Fermeté                |                                                                                                  | 46° 57′ 00″ nord, 3° 18′ 50″ est               | « PA00132836 »                                 | Classé                                         | 2006                                           | Image manquante Téléverser                           |
| Église Saint-Vincent de la Prye                      | La Fermeté                |                                                                                                  | 46° 56′ 59″ nord, 3° 18′ 42″ est               | « PA58000025 »                                 | Inscrit                                        | 2003                                           | Image manquante Téléverser                           |
| Château de la Motte-Farchat                          | Fleury-sur-Loire          |                                                                                                  | 46° 51′ 11″ nord, 3° 19′ 12″ est               | « PA00112891 »                                 | Inscrit                                        | 1964                                           | Château de la Motte-Farchat                          |
| Église Saint-Julien de Fleury-sur-Loire              | Fleury-sur-Loire          |                                                                                                  | 46° 50′ 10″ nord, 3° 19′ 12″ est               | « PA00112892 »                                 | Inscrit                                        | 1971                                           | Église Saint-Julien de Fleury-sur-Loire              |
| Église Saint-Martin de Garchizy                      | Garchizy                  |                                                                                                  | 47° 02′ 50″ nord, 3° 05′ 47″ est               | « PA00112893 »                                 | Classé                                         | 1862                                           | Église Saint-Martin de Garchizy                      |
| Église Saint-Martin de Garchy                        | Garchy                    |                                                                                                  | 47° 15′ 47″ nord, 3° 04′ 14″ est               | « PA00112894 »                                 | Classé                                         | 1910                                           | Église Saint-Martin de Garchy                        |
| Église Saint-Aubin de Germenay                       | Germenay                  |                                                                                                  | 47° 17′ 01″ nord, 3° 35′ 37″ est               | « PA00112895 »                                 | Inscrit                                        | 1927                                           | Église Saint-Aubin de Germenay                       |
| Château de Fertot                                    | Gimouille                 |                                                                                                  | 46° 55′ 49″ nord, 3° 05′ 39″ est               | « PA58000033 »                                 | Inscrit                                        | 2008                                           | Image manquante Téléverser                           |
| Château du Marais                                    | Gimouille                 |                                                                                                  | 46° 56′ 49″ nord, 3° 06′ 32″ est               | « PA00112896 »                                 | Inscrit                                        | 1927                                           | Château du Marais                                    |
| Château de Giry                                      | Giry                      | Le Bourg                                                                                         | 47° 13′ 14″ nord, 3° 21′ 44″ est               | « PA00112897 »                                 | Inscrit                                        | 1950                                           | Château de Giry                                      |
| Bibracte                                             | Glux-en-Glenne            | Les Bardots La Roche Salvé, la Chaume Le Petit Bois Les Cent Places La Goutte au Prot Le Rinjart | 46° 55′ 28″ nord, 4° 02′ 06″ est               | « PA00112898 »                                 | Classé                                         | 1984                                           | Bibracte                                             |
| Croix de Gouloux                                     | Gouloux                   |                                                                                                  | 47° 14′ 39″ nord, 4° 04′ 23″ est               | « PA00112899 »                                 | Inscrit                                        | 1932                                           | Image manquante Téléverser                           |
| Château de la Chaussade                              | Guérigny                  |                                                                                                  | 47° 05′ 21″ nord, 3° 11′ 30″ est               | « PA58000020 »                                 | Inscrit                                        | 2002                                           | Image manquante Téléverser                           |
| Château de Villemenant                               | Guérigny                  |                                                                                                  | 47° 05′ 37″ nord, 3° 12′ 22″ est               | « PA00112900 »                                 | Classé                                         | 1930                                           | Image manquante Téléverser                           |
| Forges royales de la Chaussade                       | Guérigny                  |                                                                                                  | 47° 05′ 18″ nord, 3° 11′ 20″ est               | « PA00112901 »                                 | Inscrit Classé Inscrit                         | 1982 1991 2020                                 | Forges royales de la Chaussade                       |
| Château de Précy                                     | Guipy                     |                                                                                                  | 47° 14′ 20″ nord, 3° 35′ 53″ est               | « PA58000036 »                                 | Inscrit                                        | 2010                                           | Image manquante Téléverser                           |
| Église Saint-Andoche d'Héry                          | Héry                      |                                                                                                  | 47° 15′ 42″ nord, 3° 34′ 43″ est               | « PA00112902 »                                 | Classé                                         | 1907                                           | Église Saint-Andoche d'Héry                          |
| Église Saint-Sylvestre de Jailly                     | Jailly                    |                                                                                                  | 47° 05′ 48″ nord, 3° 28′ 44″ est               | « PA00112903 »                                 | Classé                                         | 1840                                           | Église Saint-Sylvestre de Jailly                     |
| Chapelle Saint-Gengoult                              | Larochemillay             |                                                                                                  | 46° 52′ 06″ nord, 3° 59′ 05″ est               | « PA58000012 »                                 | Inscrit                                        | 1998                                           | Image manquante Téléverser                           |
| Château de La Roche                                  | Larochemillay             |                                                                                                  | 46° 52′ 43″ nord, 3° 59′ 59″ est               | « PA00112904 »                                 | Inscrit                                        | 2002                                           | Château de La Roche                                  |
| Église Saint-Pierre                                  | Larochemillay             |                                                                                                  | 46° 52′ 41″ nord, 4° 00′ 04″ est               | « PA58000048 »                                 | Classé                                         | 2022                                           | Église Saint-Pierre                                  |
| Pierre du pas de l'âne                               | Lavault-de-Frétoy         | Forêt de Planches-du-Morvan                                                                      | 47° 05′ 15″ nord, 4° 02′ 19″ est               | « PA00112905 »                                 | Classé                                         | 1928                                           | Image manquante Téléverser                           |
| Abbaye Notre-Dame et Saint-Paul de Bellevaux         | Limanton                  |                                                                                                  | 47° 01′ 24″ nord, 3° 44′ 14″ est               | « PA58000002 »                                 | Classé                                         | 1997                                           | Image manquante Téléverser                           |
| Château d'Anizy                                      | Limanton                  |                                                                                                  | 46° 57′ 54″ nord, 3° 44′ 36″ est               | « PA00112906 »                                 | Classé                                         | 1980                                           | Château d'Anizy                                      |
| Église Saint-Laurent de Limanton                     | Limanton                  |                                                                                                  | 46° 57′ 51″ nord, 3° 44′ 36″ est               | « PA00112907 »                                 | Classé                                         | 1980                                           | Image manquante Téléverser                           |
| Église Notre-Dame-de-la-Nativité de Livry            | Livry                     |                                                                                                  | 46° 46′ 30″ nord, 3° 04′ 29″ est               | « PA00112908 »                                 | Inscrit                                        | 1940                                           | Église Notre-Dame-de-la-Nativité de Livry            |
| Église Saint-Alban de Lormes                         | Lormes                    |                                                                                                  | 47° 17′ 24″ nord, 3° 48′ 50″ est               | « PA58000005 »                                 | Inscrit                                        | 1997                                           | Église Saint-Alban de Lormes                         |
| Domaine du château d’Auzon                           | Lucenay-lès-Aix           |                                                                                                  | 46° 39′ 24″ nord, 3° 28′ 33″ est               | « PA58000056 »                                 | Inscrit                                        | 2024                                           | Image manquante Téléverser                           |
| Église Saint-Gervais-Saint-Protais de Lurcy-le-Bourg | Lurcy-le-Bourg            |                                                                                                  | 47° 09′ 39″ nord, 3° 23′ 10″ est               | « PA58000050 »                                 | Inscrit                                        | 2019                                           | Image manquante Téléverser                           |
| Logis du Prieur                                      | Lurcy-le-Bourg            |                                                                                                  | 47° 09′ 39″ nord, 3° 23′ 16″ est               | « PA00113055 »                                 | Inscrit                                        | 1989                                           | Logis du Prieur                                      |
| Château de Rosemont                                  | Luthenay-Uxeloup          |                                                                                                  | 46° 51′ 00″ nord, 3° 16′ 25″ est               | « PA00112909 »                                 | Classé                                         | 1923                                           | Château de Rosemont                                  |
| Église Saint-Aignan de Luthenay-Uxeloup              | Luthenay-Uxeloup          |                                                                                                  | 46° 51′ 01″ nord, 3° 15′ 57″ est               | « PA00112910 »                                 | Inscrit                                        | 1971                                           | Église Saint-Aignan de Luthenay-Uxeloup              |
| Château de Lys                                       | Lys                       |                                                                                                  | 47° 20′ 56″ nord, 3° 35′ 34″ est               | « PA58000034 »                                 | Inscrit                                        | 2009                                           | Château de Lys                                       |
| Église Saint-Martin de Lys                           | Lys                       |                                                                                                  | 47° 20′ 51″ nord, 3° 35′ 57″ est               | « PA00112911 »                                 | Inscrit                                        | 1927                                           | Église Saint-Martin de Lys                           |
| Donjon de La Marche                                  | La Marche                 |                                                                                                  | 47° 08′ 19″ nord, 3° 02′ 02″ est               | « PA00125319 »                                 | Inscrit                                        | 1993                                           | Donjon de La Marche                                  |
| Église Saint-Julien de Mars-sur-Allier               | Mars-sur-Allier           |                                                                                                  | 46° 51′ 32″ nord, 3° 04′ 43″ est               | « PA00112912 »                                 | Classé                                         | 1886                                           | Église Saint-Julien de Mars-sur-Allier               |
| Église Saint-André de Marzy                          | Marzy                     |                                                                                                  | 46° 58′ 50″ nord, 3° 05′ 37″ est               | « PA00112913 »                                 | Classé                                         | 2012                                           | Église Saint-André de Marzy                          |
| Château de Chandioux                                 | Maux                      |                                                                                                  | 47° 02′ 50″ nord, 3° 48′ 17″ est               | « PA00112914 »                                 | Inscrit                                        | 1970                                           | Château de Chandioux                                 |
| Château de Villiers                                  | Menestreau                | Villiers                                                                                         | 47° 24′ 31″ nord, 3° 15′ 00″ est               | « PA58000043 »                                 | Inscrit                                        | 2015                                           | Château de Villiers                                  |
| Chapelle Notre-Dame-de-la-Tête-Ronde                 | Menou                     |                                                                                                  | 47° 22′ 20″ nord, 3° 16′ 20″ est               | « PA00132543 »                                 | Inscrit                                        | 1994                                           | Chapelle Notre-Dame-de-la-Tête-Ronde                 |
| Château de Menou                                     | Menou                     |                                                                                                  | 47° 21′ 57″ nord, 3° 16′ 46″ est               | « PA00112915 »                                 | Inscrit Classé                                 | 1994 1996                                      | Château de Menou                                     |
| Église Saint-Siméon de Menou                         | Menou                     |                                                                                                  | 47° 22′ 00″ nord, 3° 16′ 46″ est               | « PA00113064 »                                 | Inscrit                                        | 1991                                           | Église Saint-Siméon de Menou                         |
| Château de Mouron                                    | Mesves-sur-Loire          |                                                                                                  | 47° 13′ 06″ nord, 2° 59′ 24″ est               | « PA58000028 »                                 | Inscrit                                        | 2006                                           | Image manquante Téléverser                           |
| Grange dîmière de Mesves-sur-Loire                   | Mesves-sur-Loire          |                                                                                                  | 47° 14′ 37″ nord, 2° 59′ 37″ est               | « PA00112916 »                                 | Inscrit                                        | 1984                                           | Image manquante Téléverser                           |
| Église Notre-Dame-de-l'Assomption de Metz-le-Comte   | Metz-le-Comte             |                                                                                                  | 47° 23′ 35″ nord, 3° 38′ 05″ est               | « PA00112917 »                                 | Classé                                         | 1911                                           | Église Notre-Dame-de-l'Assomption de Metz-le-Comte   |
| Prieuré Saint-Pierre d'Antioche de Montambert        | Montambert                |                                                                                                  | 46° 46′ 12″ nord, 3° 40′ 36″ est               | « PA00112918 »                                 | Inscrit                                        | 1981                                           | Prieuré Saint-Pierre d'Antioche de Montambert        |
| Église Notre-Dame-de-l'Assomption de Montaron        | Montaron                  |                                                                                                  | 46° 53′ 07″ nord, 3° 45′ 02″ est               | « PA00112919 »                                 | Inscrit                                        | 1976                                           | Image manquante Téléverser                           |
| Château des comtes de Nevers                         | Montenoison               |                                                                                                  | 47° 13′ 04″ nord, 3° 25′ 39″ est               | « PA00112920 »                                 | Inscrit                                        | 1929                                           | Château des comtes de Nevers                         |
| Église Saint-Louis de Montigny-aux-Amognes           | Montigny-aux-Amognes      |                                                                                                  | 47° 01′ 37″ nord, 3° 17′ 24″ est               | « PA00112921 »                                 | Classé                                         | 1921                                           | Église Saint-Louis de Montigny-aux-Amognes           |
| Château de Chassy                                    | Montreuillon              |                                                                                                  | 47° 12′ 04″ nord, 3° 46′ 36″ est               | « PA00112922 »                                 | Inscrit                                        | 1975                                           | Image manquante Téléverser                           |
| Barrage du lac des Settons                           | Montsauche-les-Settons    |                                                                                                  | 47° 11′ 47″ nord, 4° 03′ 20″ est               | « PA58000055 »                                 | Inscrit                                        | 2024                                           | Image manquante Téléverser                           |
| Église Saint-Nazaire-et-Saint-Celse de Moraches      | Moraches                  |                                                                                                  | 47° 16′ 45″ nord, 3° 32′ 50″ est               | « PA00112923 »                                 | Inscrit                                        | 1926                                           | Image manquante Téléverser                           |
| Château de Marry                                     | Moulins-Engilbert         |                                                                                                  | 46° 56′ 41″ nord, 3° 49′ 08″ est               | « PA58000030 »                                 | Inscrit                                        | 2006                                           | Image manquante Téléverser                           |
| Couvent des Pères de Picpus                          | Moulins-Engilbert         |                                                                                                  | 46° 59′ 04″ nord, 3° 48′ 37″ est               | « PA00112924 »                                 | Inscrit                                        | 1978                                           | Image manquante Téléverser                           |
| Église Saint-Jean-Baptiste de Moulins-Engilbert      | Moulins-Engilbert         |                                                                                                  | 46° 59′ 15″ nord, 3° 48′ 38″ est               | « PA00112925 »                                 | Inscrit                                        | 1927                                           | Église Saint-Jean-Baptiste de Moulins-Engilbert      |
| Prieuré de Commagny                                  | Moulins-Engilbert         |                                                                                                  | 46° 58′ 22″ nord, 3° 47′ 32″ est               | « PA00112926 »                                 | Inscrit Classé                                 | 1927 1930                                      | Prieuré de Commagny                                  |
| Château de Moulins-Engilbert                         | Moulins-Engilbert         |                                                                                                  | 46° 59′ 19″ nord, 3° 48′ 37″ est               | « PA00125320 »                                 | Inscrit                                        | 1993                                           | Château de Moulins-Engilbert                         |
| Château de Coulon                                    | Mouron-sur-Yonne          |                                                                                                  | 47° 12′ 21″ nord, 3° 44′ 14″ est               | « PA58000021 »                                 | Inscrit Classé                                 | 2002 2003                                      | Image manquante Téléverser                           |
| Château de Moussy                                    | Moussy                    |                                                                                                  | 47° 11′ 47″ nord, 3° 27′ 06″ est               | « PA00112927 »                                 | Inscrit                                        | 1988                                           | Image manquante Téléverser                           |
| Église Saint-Denis de Moux-en-Morvan                 | Moux-en-Morvan            | Le Bourg                                                                                         | 47° 10′ 15″ nord, 4° 09′ 11″ est               | « PA00112928 »                                 | Inscrit                                        | 1986                                           | Image manquante Téléverser                           |
| Église Saint-Marcel de Narcy                         | Narcy                     |                                                                                                  | 47° 14′ 11″ nord, 3° 04′ 06″ est               | « PA00112929 »                                 | Classé                                         | 1907                                           | Église Saint-Marcel de Narcy                         |
|                                                      | Nevers                    | Voir liste des monuments historiques de Nevers                                                   | Voir liste des monuments historiques de Nevers | Voir liste des monuments historiques de Nevers | Voir liste des monuments historiques de Nevers | Voir liste des monuments historiques de Nevers | Voir liste des monuments historiques de Nevers       |
| Chapelle Saint-Pierre-aux-Liens de Mont-Sabot        | Neuffontaines             |                                                                                                  | 47° 21′ 15″ nord, 3° 44′ 14″ est               | « PA00112930 »                                 | Inscrit                                        | 1987                                           | Chapelle Saint-Pierre-aux-Liens de Mont-Sabot        |
| Croix de Neuffontaines                               | Neuffontaines             |                                                                                                  | 47° 21′ 39″ nord, 3° 44′ 52″ est               | « PA00112931 »                                 | Inscrit                                        | 1929                                           | Image manquante Téléverser                           |
| Église Saint-Pierre-aux-Liens de Neuville-lès-Decize | Neuville-lès-Decize       |                                                                                                  | 46° 46′ 10″ nord, 3° 18′ 56″ est               | « PA00112932 »                                 | Inscrit                                        | 1931                                           | Église Saint-Pierre-aux-Liens de Neuville-lès-Decize |
| Établissement rural gallo-romain de Neuvy-sur-Loire  | Neuvy-sur-Loire           | Les Forges-Belles                                                                                | 47° 31′ 37″ nord, 2° 54′ 04″ est               | « PA00112933 »                                 | Classé                                         | 1982                                           | Image manquante Téléverser                           |
| Église Saint-Pierre de Nolay                         | Nolay                     |                                                                                                  | 47° 07′ 10″ nord, 3° 19′ 34″ est               | « PA00112977 »                                 | Inscrit                                        | 1971                                           | Image manquante Téléverser                           |
| Église Saint-Gervais-et-Saint-Protais d'Ouagne       | Ouagne                    |                                                                                                  | 47° 23′ 50″ nord, 3° 29′ 41″ est               | « PA00112978 »                                 | Inscrit                                        | 1971                                           | Image manquante Téléverser                           |
| Croix d'Ourouër                                      | Ourouër                   | Dans l'église paroissiale                                                                        | 47° 03′ 33″ nord, 3° 18′ 22″ est               | « PA00112979 »                                 | Classé                                         | 1909                                           | Image manquante Téléverser                           |
| Église Saint-Fiacre d'Ourouër                        | Ourouër                   |                                                                                                  | 47° 03′ 33″ nord, 3° 18′ 22″ est               | « PA00112980 »                                 | Classé                                         | 1907                                           | Église Saint-Fiacre d'Ourouër                        |
| Voie romaine d'Autun à Orléans                       | Ouroux-en-Morvan          |                                                                                                  | 47° 12′ 20″ nord, 3° 55′ 21″ est               | « PA00112981 »                                 | Classé                                         | 1938                                           | Image manquante Téléverser                           |
| Église Saint-Jean-Baptiste de Parigny-les-Vaux       | Parigny-les-Vaux          |                                                                                                  | 47° 05′ 30″ nord, 3° 08′ 55″ est               | « PA00112982 »                                 | Inscrit                                        | 1927                                           | Image manquante Téléverser                           |
| Château de la Chaise                                 | Pazy                      |                                                                                                  | 47° 13′ 59″ nord, 3° 40′ 07″ est               | « PA00112983 »                                 | Inscrit                                        | 1976                                           | Image manquante Téléverser                           |
| Église Saint-Prix de Pazy                            | Pazy                      |                                                                                                  | 47° 13′ 58″ nord, 3° 37′ 40″ est               | « PA00112984 »                                 | Inscrit                                        | 1926                                           | Église Saint-Prix de Pazy                            |
| Château de la Motte-Josserand                        | Perroy                    |                                                                                                  | 47° 23′ 54″ nord, 3° 08′ 20″ est               | « PA00112985 »                                 | Classé                                         | 1986                                           | Château de la Motte-Josserand                        |
| Chapelle de Poissons                                 | Poiseux                   |                                                                                                  | 47° 08′ 06″ nord, 3° 15′ 03″ est               | « PA00112986 »                                 | Inscrit                                        | 1981                                           | Chapelle de Poissons                                 |
| Presbytère de Poiseux                                | Poiseux                   | Rue de l'Église                                                                                  | 47° 07′ 12″ nord, 3° 13′ 58″ est               | « PA00112987 »                                 | Inscrit                                        | 1975                                           | Presbytère de Poiseux                                |
| Église Saint-Vincent de Pougny                       | Pougny                    |                                                                                                  | 47° 23′ 03″ nord, 3° 00′ 09″ est               | « PA00112988 »                                 | Inscrit                                        | 1971                                           | Église Saint-Vincent de Pougny                       |
| Monument aux morts                                   | Pougues-les-Eaux          | 21 rue du Docteur-Faucher                                                                        | 47° 04′ 22″ nord, 3° 06′ 03″ est               | « PA58000046 »                                 | Inscrit                                        | 2016                                           | Image manquante Téléverser                           |
| Pavillon des sources Saint-Léger et Saint-Léon       | Pougues-les-Eaux          |                                                                                                  | 47° 04′ 53″ nord, 3° 05′ 58″ est               | « PA58000040 »                                 | Inscrit                                        | 2012                                           | Pavillon des sources Saint-Léger et Saint-Léon       |
| Chapelle du cimetière de Pouilly-sur-Loire           | Pouilly-sur-Loire         |                                                                                                  | 47° 17′ 13″ nord, 2° 57′ 18″ est               | « PA00112989 »                                 | Inscrit                                        | 1971                                           | Image manquante Téléverser                           |
| Église Saint-Pierre de Pouilly-sur-Loire             | Pouilly-sur-Loire         |                                                                                                  | 47° 17′ 01″ nord, 2° 57′ 16″ est               | « PA00112990 »                                 | Inscrit                                        | 1971                                           | Église Saint-Pierre de Pouilly-sur-Loire             |
| Chartreuse de Basseville                             | Pousseaux                 |                                                                                                  | 47° 29′ 49″ nord, 3° 30′ 52″ est               | « PA00112991 »                                 | Inscrit                                        | 2022                                           | Chartreuse de Basseville                             |
| Château des évêques de Nevers                        | Prémery                   |                                                                                                  | 47° 10′ 30″ nord, 3° 19′ 53″ est               | « PA00112992 »                                 | Inscrit                                        | 1927                                           | Château des évêques de Nevers                        |
| Église Saint-Marcel de Prémery                       | Prémery                   |                                                                                                  | 47° 10′ 35″ nord, 3° 19′ 50″ est               | « PA00112993 »                                 | Classé                                         | 1840                                           | Église Saint-Marcel de Prémery                       |
| Église Saint-Pierre-aux-Liens de Rix                 | Rix                       |                                                                                                  | 47° 25′ 49″ nord, 3° 29′ 50″ est               | « PA00112994 »                                 | Inscrit                                        | 1926                                           | Image manquante Téléverser                           |
| Château de Vesvres                                   | Rouy                      |                                                                                                  | 47° 01′ 07″ nord, 3° 31′ 15″ est               | « PA00112995 »                                 | Inscrit                                        | 1974                                           | Image manquante Téléverser                           |
| Église Saint-Germain d'Auxerre de Rouy               | Rouy                      |                                                                                                  | 47° 01′ 35″ nord, 3° 32′ 02″ est               | « PA00112996 »                                 | Classé                                         | 1884                                           | Église Saint-Germain d'Auxerre de Rouy               |
| Château de Meauce                                    | Saincaize-Meauce          | Meauce                                                                                           | 46° 54′ 09″ nord, 3° 03′ 32″ est               | « PA00112997 »                                 | Classé                                         | 2017                                           | Château de Meauce                                    |
| Château de Saint-Amand-en-Puisaye                    | Saint-Amand-en-Puisaye    |                                                                                                  | 47° 31′ 55″ nord, 3° 04′ 26″ est               | « PA00112998 »                                 | Classé                                         | 1991                                           | Château de Saint-Amand-en-Puisaye                    |
| Église Saint-Amand de Saint-Amand-en-Puisaye         | Saint-Amand-en-Puisaye    |                                                                                                  | 47° 31′ 45″ nord, 3° 04′ 28″ est               | « PA00112999 »                                 | Classé                                         | 1975                                           | Église Saint-Amand de Saint-Amand-en-Puisaye         |
| Château de Serée                                     | Saint-André-en-Morvan     |                                                                                                  | 47° 25′ 36″ nord, 3° 51′ 20″ est               | « PA00125324 »                                 | Inscrit                                        | 1993                                           | Image manquante Téléverser                           |
| Château d'Azy                                        | Saint-Benin-d'Azy         |                                                                                                  | 46° 59′ 52″ nord, 3° 22′ 58″ est               | « PA00113059 »                                 | Classé                                         | 1991                                           | Image manquante Téléverser                           |
| Église Notre-Dame de Saint-Bonnot                    | Saint-Bonnot              |                                                                                                  | 47° 14′ 36″ nord, 3° 18′ 52″ est               | « PA00113060 »                                 | Inscrit                                        | 1990                                           | Image manquante Téléverser                           |
| Église Saint-Didier de Saint-Didier                  | Saint-Didier              |                                                                                                  | 47° 20′ 57″ nord, 3° 37′ 19″ est               | « PA00113001 »                                 | Inscrit                                        | 1925                                           | Image manquante Téléverser                           |
| Église Sainte-Colombe de Sainte-Colombe-des-Bois     | Sainte-Colombe-des-Bois   |                                                                                                  | 47° 19′ 20″ nord, 3° 08′ 29″ est               | « PA00113000 »                                 | Inscrit                                        | 1927                                           | Église Sainte-Colombe de Sainte-Colombe-des-Bois     |
| Église Saint-Symphorien de Chaluzy                   | Saint-Éloi                |                                                                                                  | 46° 59′ 52″ nord, 3° 11′ 56″ est               | « PA00113002 »                                 | Classé                                         | 1974                                           | Église Saint-Symphorien de Chaluzy                   |
| Manoir de Giverdy                                    | Sainte-Marie              |                                                                                                  | 47° 05′ 40″ nord, 3° 26′ 40″ est               | « PA00135230 »                                 | Inscrit                                        | 1995                                           | Image manquante Téléverser                           |
| Château de Saint-Loup                                | Saint-Germain-Chassenay   |                                                                                                  | 46° 47′ 29″ nord, 3° 23′ 55″ est               | « PA58000007 »                                 | Inscrit                                        | 1997                                           | Image manquante Téléverser                           |
| Château de la Montagne                               | Saint-Honoré-les-Bains    |                                                                                                  | 46° 53′ 49″ nord, 3° 50′ 46″ est               | « PA00135229 »                                 | Inscrit Classé Inscrit Classé                  | 1995 1997 2002 2022 2025                       | Image manquante Téléverser                           |
| Abbaye Saint-Laurent-lès-Cosne                       | Saint-Laurent-l'Abbaye    |                                                                                                  | 47° 20′ 36″ nord, 2° 59′ 26″ est               | « PA00113003 »                                 | Classé                                         | 1996                                           | Image manquante Téléverser                           |
| Château de Saint-Léger-de-Fougeret                   | Saint-Léger-de-Fougeret   |                                                                                                  | 47° 01′ 00″ nord, 3° 52′ 51″ est               | « PA00113004 »                                 | Inscrit                                        | 1984                                           | Image manquante Téléverser                           |
| Château de Mocques                                   | Saint-Martin-sur-Nohain   |                                                                                                  | 47° 22′ 37″ nord, 2° 58′ 21″ est               | « PA00113006 »                                 | Inscrit                                        | 1987                                           | Image manquante Téléverser                           |
| Château de Vésigneux                                 | Saint-Martin-du-Puy       |                                                                                                  | 47° 21′ 23″ nord, 3° 52′ 33″ est               | « PA00113005 »                                 | Inscrit                                        | 2012                                           | Château de Vésigneux                                 |
| Château d'eau de Saint-Parize-le-Châtel              | Saint-Parize-le-Châtel    |                                                                                                  | 46° 51′ 24″ nord, 3° 10′ 15″ est               | « PA58000047 »                                 | Inscrit                                        | 2016                                           | Château d'eau de Saint-Parize-le-Châtel              |
| Château de Villars                                   | Saint-Parize-le-Châtel    |                                                                                                  | 46° 50′ 47″ nord, 3° 07′ 23″ est               | « PA00113008 »                                 | Inscrit Inscrit                                | 1951 2015                                      | Château de Villars                                   |
| Église Saint-Patrice de Saint-Parize-le-Châtel       | Saint-Parize-le-Châtel    |                                                                                                  | 46° 51′ 16″ nord, 3° 11′ 02″ est               | « PA00113009 »                                 | Classé                                         | 1862                                           | Église Saint-Patrice de Saint-Parize-le-Châtel       |
| Prieuré de Montempuis                                | Saint-Parize-en-Viry      |                                                                                                  | 46° 45′ 08″ nord, 3° 21′ 30″ est               | « PA00113007 »                                 | Inscrit                                        | 1974                                           | Prieuré de Montempuis                                |
| Commanderie de Villemoison                           | Saint-Père                |                                                                                                  | 47° 24′ 34″ nord, 2° 59′ 07″ est               | « PA00113010 »                                 | Classé Inscrit                                 | 1907 1987                                      | Commanderie de Villemoison                           |
| Église Saint-Pierre-du-Trépas de Saint-Père          | Saint-Père                |                                                                                                  | 47° 24′ 42″ nord, 2° 57′ 41″ est               | « PA00113011 »                                 | Classé                                         | 1907                                           | Église Saint-Pierre-du-Trépas de Saint-Père          |
| Moulin-atelier Mégrot                                | Saint-Père                | 4 rue des Moulins                                                                                | 47° 23′ 51″ nord, 2° 57′ 11″ est               | « PA58000053 »                                 | Inscrit                                        | 2021                                           | Image manquante Téléverser                           |
| Château de Besne                                     | Saint-Péreuse             |                                                                                                  | 47° 03′ 55″ nord, 3° 48′ 30″ est               | « PA00113012 »                                 | Inscrit                                        | 1975 2002                                      | Image manquante Téléverser                           |
| Château de Saulières                                 | Saint-Péreuse             |                                                                                                  | 47° 03′ 03″ nord, 3° 49′ 06″ est               | « PA58000008 »                                 | Inscrit                                        | 1997 2005                                      | Château de Saulières                                 |
| Bailliage de Saint-Pierre-le-Moûtier                 | Saint-Pierre-le-Moûtier   | 16 rue de Paris                                                                                  | 46° 47′ 24″ nord, 3° 07′ 09″ est               | « PA00113013 »                                 | Classé                                         | 1927                                           | Image manquante Téléverser                           |
| Église Saint-Pierre de Saint-Pierre-le-Moûtier       | Saint-Pierre-le-Moûtier   |                                                                                                  | 46° 47′ 24″ nord, 3° 07′ 03″ est               | « PA00113014 »                                 | Classé                                         | 1886                                           | Église Saint-Pierre de Saint-Pierre-le-Moûtier       |
| Maison                                               | Saint-Pierre-le-Moûtier   | Rue de la Fontaine                                                                               | 46° 47′ 23″ nord, 3° 07′ 05″ est               | « PA00113016 »                                 | Inscrit                                        | 1926                                           | Maison                                               |
| Maison du lieutenant criminel                        | Saint-Pierre-le-Moûtier   |                                                                                                  | 46° 47′ 24″ nord, 3° 07′ 03″ est               | « PA00113015 »                                 | Inscrit                                        | 1926                                           | Maison du lieutenant criminel                        |
| Église Saint-Révérien de Saint-Révérien              | Saint-Révérien            |                                                                                                  | 47° 12′ 43″ nord, 3° 30′ 14″ est               | « PA00113017 »                                 | Classé                                         | 1840 1958                                      | Église Saint-Révérien de Saint-Révérien              |
| Église Saint-Saulge de Saint-Saulge vitraux          | Saint-Saulge              |                                                                                                  | 47° 06′ 14″ nord, 3° 30′ 45″ est               | « PA00113018 »                                 | Classé                                         | 1840 1977                                      | Église Saint-Saulge de Saint-Saulgevitraux           |
| Église Saint-Sulpice de Saint-Sulpice                | Saint-Sulpice             |                                                                                                  | 47° 03′ 19″ nord, 3° 21′ 04″ est               | « PA00113019 »                                 | Inscrit                                        | 1959                                           | Église Saint-Sulpice de Saint-Sulpice                |
| Château de Saint-Vérain                              | Saint-Vérain              |                                                                                                  | 47° 28′ 47″ nord, 3° 03′ 11″ est               | « PA00113020 »                                 | Classé                                         | 1907                                           | Château de Saint-Vérain                              |
| Église Saint-Blaise-et-Saint-Véran de Saint-Vérain   | Saint-Vérain              |                                                                                                  | 47° 28′ 47″ nord, 3° 03′ 24″ est               | « PA00113021 »                                 | Classé                                         | 1906                                           | Église Saint-Blaise-et-Saint-Véran de Saint-Vérain   |
| Enceinte de Saint-Vérain                             | Saint-Vérain              |                                                                                                  | 47° 28′ 50″ nord, 3° 03′ 19″ est               | « PA00113020 »                                 | Classé                                         | 1907                                           | Enceinte de Saint-Vérain                             |
| Église Saint-Denys de Saizy                          | Saizy                     |                                                                                                  | 47° 12′ 48″ nord, 3° 25′ 18″ est               | « PA00113022 »                                 | Inscrit                                        | 1926                                           | Église Saint-Denys de Saizy                          |
| Église Saint-Étienne de Sauvigny-les-Bois            | Sauvigny-les-Bois         |                                                                                                  | 46° 57′ 57″ nord, 3° 16′ 27″ est               | « PA00113023 »                                 | Inscrit                                        | 1926                                           | Église Saint-Étienne de Sauvigny-les-Bois            |
| Château de Foucherenne                               | Saxi-Bourdon              |                                                                                                  | 47° 02′ 55″ nord, 3° 28′ 40″ est               | « PA00113024 »                                 | Inscrit                                        | 1926                                           | Image manquante Téléverser                           |
| Église Saint-Pierre de Sémelay                       | Sémelay                   |                                                                                                  | 46° 51′ 08″ nord, 3° 51′ 04″ est               | « PA00113025 »                                 | Classé                                         | 1889                                           | Église Saint-Pierre de Sémelay                       |
| Château de Sermoise                                  | Sermoise-sur-Loire        |                                                                                                  | 46° 56′ 58″ nord, 3° 11′ 22″ est               | « PA00113026 »                                 | Inscrit                                        | 1988                                           | Château de Sermoise                                  |
| Château des Granges                                  | Suilly-la-Tour            |                                                                                                  | 47° 20′ 27″ nord, 3° 03′ 09″ est               | « PA00113027 »                                 | Classé Inscrit                                 | 1974 1983                                      | Château des Granges                                  |
| Église Saint-Symphorien de Suilly-la-Tour            | Suilly-la-Tour            |                                                                                                  | 47° 20′ 12″ nord, 3° 03′ 56″ est               | « PA00113028 »                                 | Classé                                         | 1914                                           | Église Saint-Symphorien de Suilly-la-Tour            |
| Forges de Chailloy                                   | Suilly-la-Tour            |                                                                                                  | 47° 19′ 34″ nord, 3° 06′ 13″ est               | « PA58000031 »                                 | Inscrit                                        | 2008                                           | Image manquante Téléverser                           |
| Église Saint-Martin de Surgy                         | Surgy                     |                                                                                                  | 47° 30′ 30″ nord, 3° 30′ 49″ est               | « PA00113029 »                                 | Classé                                         | 1913                                           | Église Saint-Martin de Surgy                         |
| Château de Pignol                                    | Tannay                    |                                                                                                  | 47° 21′ 00″ nord, 3° 34′ 55″ est               | « PA00113030 »                                 | Inscrit                                        | 1972                                           | Château de Pignol                                    |
| Église Saint-Léger de Tannay                         | Tannay                    |                                                                                                  | 47° 22′ 02″ nord, 3° 35′ 31″ est               | « PA00113031 »                                 | Classé                                         | 1840                                           | Église Saint-Léger de Tannay                         |
| Maison de Théodore de Bèze                           | Tannay                    | Rue de Bèze                                                                                      | 47° 21′ 59″ nord, 3° 35′ 26″ est               | « PA00113032 »                                 | Inscrit                                        | 1932                                           | Image manquante Téléverser                           |
| Château du Bessay                                    | Toury-sur-Jour            |                                                                                                  | 46° 42′ 43″ nord, 3° 14′ 49″ est               | « PA00113033 »                                 | Inscrit                                        | 1967                                           | Image manquante Téléverser                           |
| Château de Toury-Lurcy                               | Toury-Lurcy               |                                                                                                  | 46° 44′ 17″ nord, 3° 25′ 31″ est               | « PA58000022 »                                 | Inscrit Classé                                 | 2002 2004                                      | Château de Toury-Lurcy                               |
| Logements des Casernes                               | Toury-Lurcy               |                                                                                                  | 46° 44′ 20″ nord, 3° 25′ 34″ est               | « PA58000023 »                                 | Inscrit                                        | 2002                                           | Image manquante Téléverser                           |
| Château de Tracy                                     | Tracy-sur-Loire           |                                                                                                  | 47° 19′ 17″ nord, 2° 53′ 29″ est               | « PA00113034 »                                 | Inscrit                                        | 1967 2007                                      | Château de Tracy                                     |
| Église Saint-Remy de Tresnay                         | Tresnay                   |                                                                                                  | 46° 41′ 47″ nord, 3° 11′ 12″ est               | « PA58000037 »                                 | Inscrit                                        | 2010                                           | Église Saint-Remy de Tresnay                         |
| Croix du Pape                                        | Tronsanges                | R.N. 7 C.D. 174                                                                                  | 47° 06′ 47″ nord, 3° 03′ 48″ est               | « PA00113035 »                                 | Inscrit                                        | 1971                                           | Croix du Pape                                        |
| Château des Créneaux                                 | Trucy-l'Orgueilleux       |                                                                                                  | 47° 26′ 29″ nord, 3° 24′ 55″ est               | « PA58000024 »                                 | Inscrit                                        | 2003                                           | Image manquante Téléverser                           |
| Église Saint-Jean-Baptiste de Trucy-l'Orgueilleux    | Trucy-l'Orgueilleux       |                                                                                                  | 47° 26′ 44″ nord, 3° 24′ 42″ est               | « PA00113036 »                                 | Inscrit                                        | 1926                                           | Image manquante Téléverser                           |
| Château des Bordes                                   | Urzy                      |                                                                                                  | 47° 03′ 13″ nord, 3° 12′ 46″ est               | « PA00113037 »                                 | Inscrit                                        | 1946 1998                                      | Château des Bordes                                   |
| Château des évêques de Nevers (Urzy)                 | Urzy                      |                                                                                                  | 47° 02′ 45″ nord, 3° 12′ 15″ est               | « PA00113038 »                                 | Inscrit Classé Inscrit                         | 1927 1970 1992                                 | Château des évêques de Nevers (Urzy)                 |
| Château de Luanges                                   | Urzy                      |                                                                                                  | 47° 01′ 26″ nord, 3° 11′ 47″ est               | « PA58000032 »                                 | Inscrit                                        | 2008                                           | Image manquante Téléverser                           |
| Église Saint-Denis d'Urzy                            | Urzy                      |                                                                                                  | 47° 02′ 55″ nord, 3° 12′ 14″ est               | « PA00113039 »                                 | Inscrit                                        | 1927                                           | Église Saint-Denis d'Urzy                            |
| Château de Vandenesse                                | Vandenesse                |                                                                                                  | 46° 54′ 37″ nord, 3° 45′ 37″ est               | « PA58000010 »                                 | Inscrit                                        | 1998                                           | Château de Vandenesse                                |
| Château de Passy-les-Tours                           | Varennes-lès-Narcy        |                                                                                                  | 47° 12′ 55″ nord, 3° 04′ 33″ est               | « PA00113040 »                                 | Inscrit Classé                                 | 1927 2018                                      | Château de Passy-les-Tours                           |
| Château des évêques d'Auxerre                        | Varzy                     |                                                                                                  | 47° 21′ 26″ nord, 3° 23′ 04″ est               | « PA00113041 »                                 | Inscrit                                        | 1946                                           | Château des évêques d'Auxerre                        |
| Église Sainte-Eugénie de Varzy                       | Varzy                     |                                                                                                  | 47° 21′ 29″ nord, 3° 23′ 01″ est               | « PA00113042 »                                 | Inscrit                                        | 1930 2018                                      | Église Sainte-Eugénie de Varzy                       |
| Église Saint-Pierre de Varzy                         | Varzy                     |                                                                                                  | 47° 21′ 33″ nord, 3° 23′ 09″ est               | « PA00113043 »                                 | Classé                                         | 1862                                           | Église Saint-Pierre de Varzy                         |
| Hôtel de l'Écu                                       | Varzy                     | Rue Delangle                                                                                     | 47° 21′ 29″ nord, 3° 23′ 15″ est               | « PA00113044 »                                 | Inscrit                                        | 2017                                           | Image manquante Téléverser                           |
| Léproserie Saint-Lazare de Varzy                     | Varzy                     |                                                                                                  | 47° 20′ 37″ nord, 3° 22′ 10″ est               | « PA00113046 »                                 | Inscrit                                        | 1931                                           | Léproserie Saint-Lazare de Varzy                     |
| Maison                                               | Varzy                     | 6 rue de Vézelay                                                                                 | 47° 21′ 34″ nord, 3° 23′ 17″ est               | « PA00113047 »                                 | Inscrit                                        | 1928                                           | Image manquante Téléverser                           |
| Maison Guiton                                        | Varzy                     | 2 rue des Lods                                                                                   | 47° 21′ 33″ nord, 3° 23′ 13″ est               | « PA00113045 »                                 | Inscrit                                        | 1925 1948                                      | Maison Guiton                                        |
| Puits couvert de Varzy                               | Varzy                     | Les Petites Promenades Route de Clamecy à Varzy                                                  | 47° 21′ 36″ nord, 3° 23′ 23″ est               | « PA00113048 »                                 | Inscrit                                        | 1946                                           | Puits couvert de Varzy                               |
| Château de Verneuil                                  | Verneuil                  |                                                                                                  | 46° 51′ 40″ nord, 3° 33′ 36″ est               | « PA00113061 »                                 | Inscrit                                        | 1991                                           | Château de Verneuil                                  |
| Église Saint-Laurent de Verneuil                     | Verneuil                  |                                                                                                  | 46° 51′ 40″ nord, 3° 33′ 28″ est               | « PA00113049 »                                 | Classé                                         | 1895                                           | Église Saint-Laurent de Verneuil                     |
| Château du Vieux Moulin                              | Vielmanay                 |                                                                                                  | 47° 15′ 59″ nord, 3° 05′ 37″ est               | « PA00113050 »                                 | Inscrit                                        | 1971                                           | Image manquante Téléverser                           |
| Église Saint-Pierre de Vielmanay                     | Vielmanay                 |                                                                                                  | 47° 15′ 57″ nord, 3° 06′ 50″ est               | « PA00113051 »                                 | Inscrit                                        | 1929                                           | Église Saint-Pierre de Vielmanay                     |
| Éolienne de Vignol                                   | Vignol                    |                                                                                                  | 47° 21′ 43″ nord, 3° 40′ 35″ est               | « PA58000003 »                                 | Inscrit                                        | 1996                                           | Éolienne de Vignol                                   |
| Lavoir de Vignol                                     | Vignol                    |                                                                                                  | 47° 21′ 42″ nord, 3° 40′ 33″ est               | « PA58000003 »                                 | Inscrit                                        | 1996                                           | Lavoir de Vignol                                     |
| Chapelle de Faubouloin                               | Corancy                   |                                                                                                  | 47° 07′ 18″ nord, 3° 58′ 34″ est               | « IA00002188 »                                 | Inscrit                                        | 1943                                           | Chapelle de Faubouloin                               |

## Anciens monuments historiques
| Monument               | Commune              | Adresse | Coordonnées                      | Notice         | Protection                         | Date | Illustration               |
| ---------------------- | -------------------- | ------- | -------------------------------- | -------------- | ---------------------------------- | ---- | -------------------------- |
| Papeteries de Villette | Corvol-l'Orgueilleux |         | 47° 25′ 48″ nord, 3° 24′ 01″ est | « PA00112864 » | Inscription de 1986 radiée en 2012 |      | Image manquante Téléverser |